# Ciężkowice (Łódź)
Pour les articles homonymes, voir Ciężkowice.
Ciężkowice (prononciation [t͡ɕɛ̃ʂkɔˈvit͡sɛ]) est un village de la gmina de Gidle , du powiat de Radomsko, dans la voïvodie de Łódź, situé dans le centre de la Pologne.
Il se situe à environ 6 kilomètres (km) au sud-est de Gidle (siège de la gmina), 18 kilomètres au sud de Radomsko (siège du powiat) et 97 kilomètres au sud de Łódź (capitale de la voïvodie).
Sa population s'élevait à 506 habitants en 2010.

## Administration
De 1975 à 1998, le village était attaché administrativement à l'ancienne voïvodie de Częstochowa.

Depuis 1999, il fait partie de la nouvelle voïvodie de Łódź.